# Guajá
Guajá (Awá, Avá), pleme američkih Indijanaca iz skupine Oyampi, nastanjeno u blizini rijeka Gurupi i gornje Pindare u brazilskoj državi Maranhão, a neke skupine i u državi Pará (Serra Canastra). Sastoje se od namjamnje 6 izoliranih skupina; 370 (1995 AMTB). Lovci i sakupljači.  U državi Maranhão imaju rezervate Terra Indígena Alto Turiaçu, Araribóia, Caru i Awá koji se nalaze na području općina Turiaçu, Grajaú, Bom Jardim, Carutapera i Zé Doca. Ne smiju se pobrkati s plemenom Guajajára.